# Happiness (Little Mix)
Happiness è un singolo del gruppo musicale britannico Little Mix, pubblicato il 16 ottobre 2020.

## Tracce
1. Happiness – 3:18

## Classifiche
| Classifica (2020) | Posizione massima |
| ----------------- | ----------------- |
| Irlanda           | 61                |
| Regno Unito       | 58                |